# Vsevolods Zeļonijs
Vsevolods Zeļonijs (ur. 24 lutego 1973 w Rydze) – łotewski judoka, brązowy medalista olimpijski z Letnich Igrzysk Olimpijskich w 2000 r.

## Kariera
Vsevolods Zeļonijs uczestniczył czterokrotnie na letnich igrzyskach olimpijskich (1992, 2000, 2004, 2008). Podczas swoich pierwszych igrzysk w 1992 r. Vsevolods Zeļonijs zakwalifikował się do kategorii wagi półlekkiej w judo. Zajął wtedy ex aequo z innymi olimpijczykami 24. miejsce. Zawodnik nie uczestniczył na igrzyskach w 1996, a jego następne igrzyska były w 2000 r. Podczas tych igrzysk Zeļonijs wystartował w judo w klasie wagi lekkiej, gdzie udało mu się zdobyć 3. miejsce, a zarazem brązowy medal. Ponownie Vsevolods Zeļonijs wystąpił na igrzyskach w 2004 w Atenach, gdzie ponownie wystąpił w dyscyplinie judo i ponownie w wadze lekkiej. Tym razem nie udało mu się wejść do rundy finałowej. Ostatnie igrzyska dla tego zawodnika były w 2008 r., gdzie wystąpił w wadze lekkiej w judo, gdzie zajął ex aequo 21. miejsce.